# Хайди
„Хайди“ е детски роман на швейцарската писателка Йохана Спири. За първи път е публикуван през 1880 г.

## Сюжет
Внимание:  Текстът по-долу разкрива сюжета на произведението (или части от него)!
Главна героиня е Хайди – сираче, което след смъртта на майка си е отведено от сестра ѝ високо в Алпите при дядо си – отчужденият и мълчалив старец Йохи. На всички се струва, че момичето няма да се чувства добре в планината, защото животът там напълно контрастира с този, който Хайди е водила до момента във Франкфурт. Но в Алпите детето сякаш открива себе си и усеща истинските свобода и щастие, пред нея се разкриват необятните хоризонти на вечната красота и особената тайнственост на природата. Чрез радостите на момичето самата авторка изразява своето безкрайно преклонение и възхищение пред планинската сила.
Година след небивалия успех на историята за сирачето и преживяванията му, Йохана Спири написва продължение на книгата със заглавие „Хайди и Клара“. Клара е самотно и болно момиче, прекарващо дните си в студения Франкфурт. Макар и обградена с грижи, тя не може да ходи и се чувства нещастна, докато не отива в Алпите при приятелката си Хайди. Там вълшебният свят се разкрива пред очите ѝ и приказката се превръща в реалност.

- Корица на книгата
- Хайди с дядо си Йохи

## Герои
- Хайди: очарователно сираче на около 8 години. Истинското ѝ име е Аделхайд.
- Петер: най-добрият приятел на Хайди, който гледа овцете и козите
- Алпиеца Йохи: дядото на Хайди, отдалечен от хората и мълчалив
- Клара: момиче на около 12 години, парализирано, благодарение на Хайди то не е толкова самотно.
- Госпожица Ротенмайер